# Doha Diamond League
Doha Diamond League (dříve Qatar Athletic Super Grand Prix) je atletický mítink konaný každoročně v Dauhá v Kataru. Poprvé se konal v roce 1997. Původně byl součástí série IAAF Super Grand Prix, od roku 2010 je jedním z mítinků Diamantové ligy. Obvyklým termínem je začátek května.

## Rekordy mítinku

### Muži
| Disciplína                 | Výkon               | Atlet                | Rok rekordu |
| -------------------------- | ------------------- | -------------------- | ----------- |
| Běh na 100 metrů           | 9,74 (+0.9 m/s)     | Justin Gatlin        | 2015        |
| Běh na 200 metrů           | 19,67 (+1,7 m / s)  | Kenny Bednarek       | 2024        |
| Běh na 400 metrů           | 43,87               | Steven Gardiner      | 2018        |
| Běh na 800 metrů           | 1:43,00             | David Lekuta Rudisha | 2010        |
| Běh na 1500 metrů          | 3:29,18             | Asbel Kipruto Kiprop | 2014        |
| Běh na 3000 metrů          | 7:26,18             | Lamecha Girma        | 2023        |
| Běh na 5000 metrů          | 12:51,21            | Eliud Kipchoge       | 2010        |
| Běh na 110 metrů překážek  | 12,95               | David Oliver         | 2008        |
| Běh na 400 metrů překážek  | 46,86               | Alison dos Santos    | 2024        |
| Běh na 2000 metrů překážek | 5:14,53             | Sajf Saíd Šáhín      | 2005        |
| Běh na 3000 metrů překážek | 7:56,58             | Paul Kipsiele Koech  | 2012        |
| Skok do výšky              | 241 cm              | Ivan Uchov           | 2014        |
| Skok o tyči                | 602 cm              | Armand Duplantis     | 2022        |
| Skok daleký                | 841 cm              | James Beckford       | 1999        |
| Trojskok                   | 18,06 m (0,8 m / s) | Pedro Pichardo       | 2015        |
| Vrh koulí                  | 22,28 m             | Ryan Whiting         | 2013        |
| Hod diskem                 | 70,89 m             | Kristjan Čeh         | 2023        |
| Hod kladivem               | 83,33 m             | Kódži Murofuši       | 2002        |
| Hod oštěpem                | 93,90 m Rekord DL   | Thomas Röhler        | 2017        |

### Ženy
| Disciplína                 | Výkon                             | Atletka                              | Rok rekordu |
| -------------------------- | --------------------------------- | ------------------------------------ | ----------- |
| Běh na 100 metrů           | 10,76 (+0,9 m/s)                  | Sha'Carri Richardsonová              | 2023        |
| Běh na 200 metrů           | 21,98 (+1.6 m/s) 21,98 (+1.3 m/s) | Allyson Felixová Gabrielle Thomasová | 2015 2022   |
| Běh na 400 metrů           | 49,83                             | Salvá Ajd Násirová                   | 2025        |
| Běh na 800 metrů           | 1:54,98                           | Caster Semenyaová                    | 2019        |
| Běh na 1500 metrů          | 3:56,60                           | Abeba Aregawiová                     | 2013        |
| Běh na 3000 metrů          | 8:20,68                           | Hellen Obiriová                      | 2014        |
| Běh na 5000 metrů          | 14:26,98                          | Beatrice Chepkoechová                | 2025        |
| Běh na 100 metrů překážek  | 12,35 (+0.9 m/s)                  | Jasmin Stowersová                    | 2015        |
| Běh na 400 metrů překážek  | 53,61                             | Dalilah Muhammadová                  | 2019        |
| Běh na 3000 metrů překážek | 9:00,12                           | Hyvin Kyiengová Jepkemoiová          | 2017        |
| Skok do výšky              | 205 cm                            | Blanka Vlašičová                     | 2009        |
| Skok o tyči                | 484 cm                            | Sandi Morrisová a Katie Nageotteová  | 2021        |
| Skok daleký                | 725 cm Rekord DL                  | Brittney Reeseová                    | 2013        |
| Trojskok                   | 15,15 m (+2,0 m/s)                | Yulimar Rojasová                     | 2021        |
| Vrh koulí                  | 20,53 m                           | Nadzeja Astapčuková                  | 2012        |
| Hod diskem                 | 71,38 m Rekord DL                 | Sandra Perkovićová                   | 2018        |
| Hod kladivem               | 76,83 m                           | Kamila Skolimowska                   | 2007        |
| Hod oštěpem                | 68,89 m                           | Marija Abakumovová                   | 2010        |

## Ročníky
- Qatar Athletic Super Grand Prix 2010
- Qatar Athletic Super Grand Prix 2011
- Qatar Athletic Super Grand Prix 2012
- Qatar Athletic Super Grand Prix 2013
- Qatar Athletic Super Grand Prix 2014
- Qatar Athletic Super Grand Prix 2015
- Qatar Athletic Super Grand Prix 2016
- Qatar Athletic Super Grand Prix 2017
- Qatar Athletic Super Grand Prix 2018
- Qatar Athletic Super Grand Prix 2019
- Qatar Athletic Super Grand Prix 2020
- Qatar Athletic Super Grand Prix 2021
- Qatar Athletic Super Grand Prix 2022
- Qatar Athletic Super Grand Prix 2023